# Brüchau
Brüchau ist ein Ortsteil der Ortschaft Kakerbeck und der Stadt Kalbe (Milde) im Altmarkkreis Salzwedel in Sachsen-Anhalt, Deutschland.

## Geographie
Brüchau, ein Dorf mit Kirche, liegt zehn Kilometer nordwestlich der Stadt Kalbe (Milde) in der Altmark. Im Norden Brüchaus verläuft der Moorgraben, der in die Untere Milde fließt. Südlich von Brüchau liegt in der Nähe der „Ziegelei Brüchau“ die Bohrschlammdeponie Brüchau.

## Geschichte

### Mittelalter bis Neuzeit

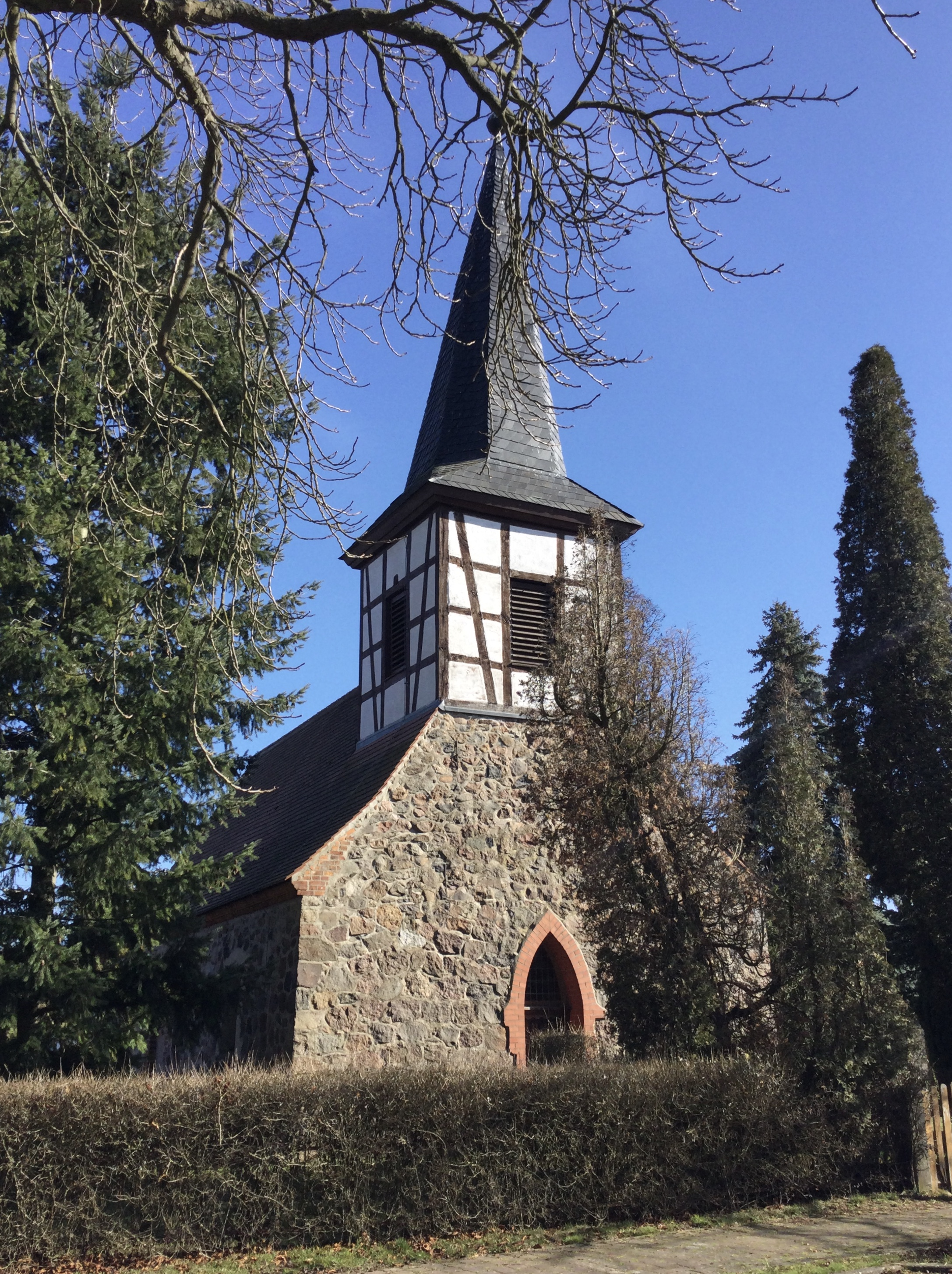
Evangelische Dorfkirche Brüchau

Brüchau ist ein hufeisenförmig angelegtes Rundlingsdorf wendischen Ursprungs. Von der Siedlungsform her ist es ein Dreieckplatzdorf, das später nach Süden und Osten erweitert wurde.
Die erste urkundliche Erwähnung war vor dem Jahre 1449 als Bruchow, im Hauptpachtregister von Alvensleben hatte ein Hofbesitzer eine Hufe in seinem eigenen Hof von den von Alvensleben zu Lehen. Im Jahre 1473 wurde Bruchow in einem Lehnsbrief von Kurfürst Albrecht genannt. Im gleichen Jahr waren auch dre wuste dorpfstede to bruchouwe erwähnt worden. Ob das drei wüste Dorfstellen bei diesem Brüchau sein könnten, ist nicht sicher.
Weitere Nennungen sind 1500 Bruchow, 1551 Brüchow, 1687 Brüchow und schließlich 1804 Brüchau.
Brüchau war ein Haltepunkt der Altmärkischen Kleinbahn auf der Strecke von Klötze nach Wernstedt. Die Strecke wurde 1970 stillgelegt.

### Namensherkunft
Franz Mertens vermutet als Wortstämme owe und aue in der Bedeutung für feuchtes Land oder Bruchaue.

### Eingemeindungen

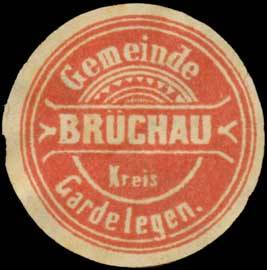
Siegelmarke der Gemeinde Brüchau

Ursprünglich gehörte das Dorf zum Salzwedelischen Kreis der Mark Brandenburg in der Altmark. Zwischen 1807 und 1808 lag der Ort im Kanton Klötze im Fürstentum Lüneburg, von 1808 bis 1810 im Kanton Zichtau auf dem Territorium des napoleonischen Königreichs Westphalen. Nach weiteren Änderungen gehörte die Gemeinde ab 1816 zum Landkreis Gardelegen.
Am 25. Juli 1952 wurde Brüchau aus dem Landkreis Gardelegen in den Kreis Kalbe (Milde) umgegliedert. Am 21. Dezember 1973 wurde die Gemeinde Brüchau in die Gemeinde Kakerbeck eingemeindet. Seit dem 1. Januar 2010 gehört der Ortsteil Brüchau zur neu entstandenen Ortschaft Kakerbeck und zur Stadt Kalbe (Milde).

### Einwohnerentwicklung
| Jahr | Einwohner |
| ---- | --------- |
| 1734 | 110       |
| 1774 | 072       |
| 1789 | 083       |
| 1798 | 108       |
| 1801 | 109       |
| 1818 | 115       |
| 1840 | 162       |

| Jahr | Einwohner |
| ---- | --------- |
| 1864 | 204       |
| 1871 | 200       |
| 1885 | 209       |
| 1892 | [0]209    |
| 1895 | 205       |
| 1900 | [0]220    |
| 1905 | 289       |

| Jahr | Einwohner |
| ---- | --------- |
| 1910 | [0]274    |
| 1925 | 249       |
| 1939 | 253       |
| 1946 | 382       |
| 1964 | 262       |
| 1971 | 238       |
| 2015 | 144       |

| Jahr | Einwohner |
| ---- | --------- |
| 2016 | 135       |
| 2017 | 125       |
| 2018 | 119       |
| 2020 | [00]122   |
| 2021 | [00]124   |
| 2022 | [0]126    |
| 2023 | [0]129    |

Quelle, wenn nicht angegeben, bis 1946 und 2015 bis 2018

## Religion
Die evangelische Kirchengemeinde Brüchau, die früher zur Pfarrei Neuendorf gehörte, wird heute betreut vom Pfarrbereich Klötze im Kirchenkreis Salzwedel im Bischofssprengel Magdeburg der Evangelischen Kirche in Mitteldeutschland. Die ältesten überlieferten Kirchenbücher für Neuendorf stammen aus dem Jahre 1643.
Die katholischen Christen gehören zur Pfarrei St. Hildegard in Gardelegen im Dekanat Stendal im Bistum Magdeburg.

## Kultur und Sehenswürdigkeiten

### Bauwerke

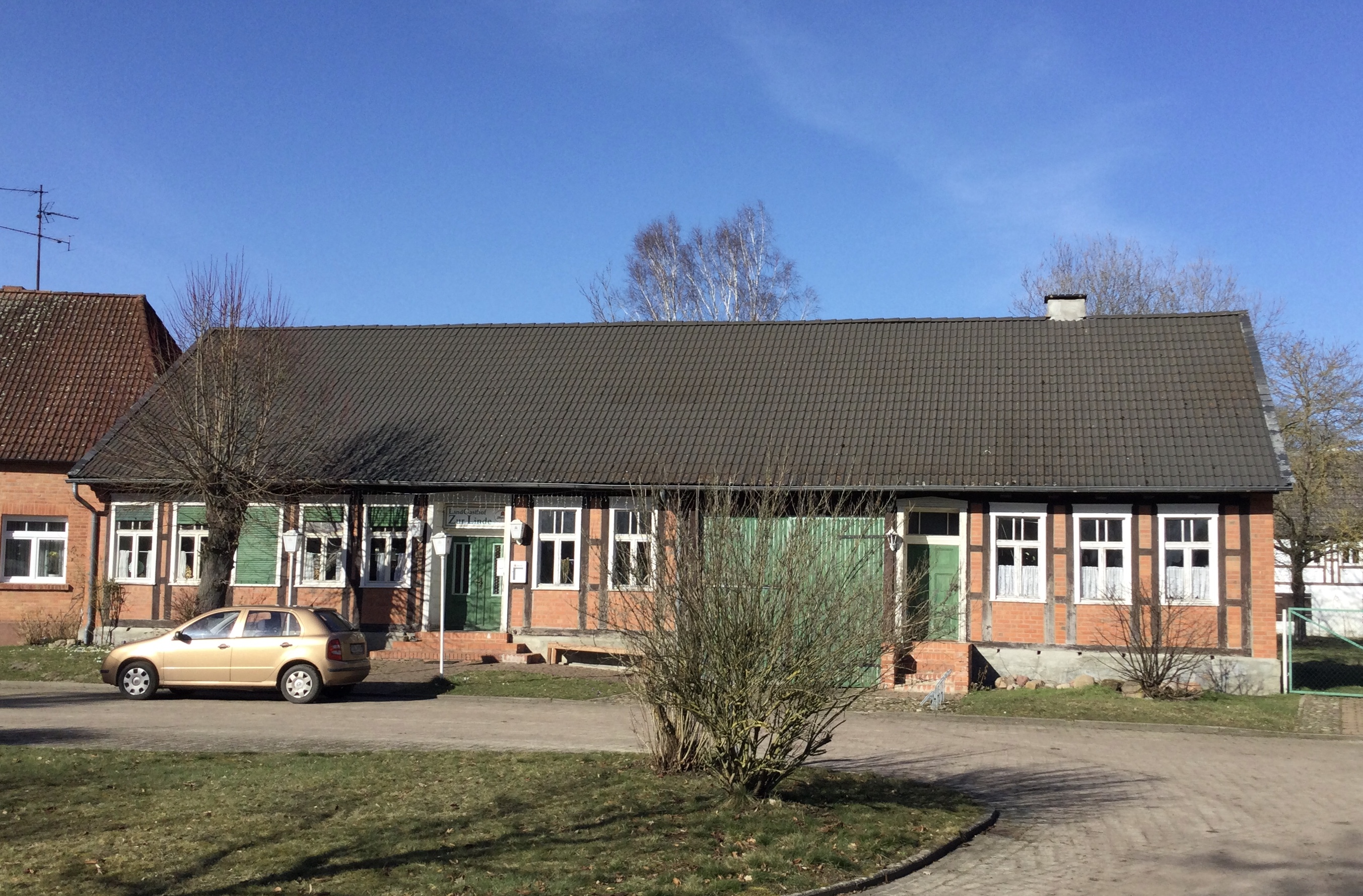
Dorfplatz in Brüchau

- Die evangelische Dorfkirche Brüchau ist ein Feldsteinbau aus dem 13. Jahrhundert. 1867 wurde sie nach Westen verlängert und mit einem Fachwerk-Dachreiter über dem Westteil versehen.[16]
- Vor der Kirche befindet sich das Kriegerdenkmal Brüchau.
- Zwei Wohnhäuser stehen unter Denkmalschutz.

### Vereine und Institutionen
In Brüchau besteht der Freundeskreis Brüchau und eine Freiwillige Feuerwehr.

## Wirtschaft und Infrastruktur

### Verkehr
Das Dorf liegt abgelegen von größeren Verkehrswegen nordwestlich von Kakerbeck. Südlich des eigentlichen Rundlings führt durch die Ortslage die Landesstraße L 20 von Neuendorf im Osten zur Bundesstraße 71 im Westen.

### Obertagedeponie Brüchau
Im Jahre 1971 war eine Anlage für die Beseitigung von Abfällen aus der Erdgasindustrie vom Rat der Stadt Kalbe unter Zustimmung der Bezirkshygieneinspektion genehmigt worden. Die Einlagerung begann im Jahre 1972. Seit 2012 wird die Grube nicht mehr genutzt. Sie soll nun nachhaltig sicher geschlossen werden.
Betreiber der Grube war nach der Wende Erdgas Erdöl GmbH/Gaz de France, heute ist es Neptune Energy.
Von 1977 bis etwa 1990 wurden auch bergbaufremde Abfälle in der Grube abgelagert, wie Pflanzenschutzmittel, Teerreste und Galvanikschlämme. Diese Bohrschlammdeponie, von den Einheimischen Silbersee genannt, enthält nach Angaben der Landesregierung Sachsen-Anhalt 250 Tonnen Quecksilber, 9.000 Tonnen Säuren, 1.400 Kilogramm Arsenstoffe – toxischer Sondermüll, der auf einer knapp 80 Zentimeter dicken Mergelschicht lagert, die den einzigen Schutz für das Grundwasser bildet.
Im Juli 2018 begannen Erkundungsarbeiten zur sicheren Schließung der Obertagedeponie. 2020 hatte ein Gutachten ein Leck an der Gruben-Basis nachgewiesen. Der damalige Wirtschaftsminister Armin Willingmann (SPD) erklärte, dass die Grube beräumt werden muss.
Der Landtag beschloss 2020 eine Auskofferung der Deponie. Sie hat noch nicht begonnen, da die Landesanstalt für Altlastenfreistellung Sachsen-Anhalt, die die Kosten der Sanierung tragen muss, das Verfahren für zu kostspielig hält. Nach Angaben des Wirtschaftsministeriums in Magdeburg könnten die Arbeiten 2024 beginnen, nachdem die Betreiberfirma der Grube einen Abschlussbetriebsplan vorlegen musste.